# ニュースプラス1信州
『NNNニュースプラス1信州』（エヌエヌエヌ ニュースプラスワンしんしゅう）は、1991年4月1日から2006年3月31日までテレビ信州で放送されていた平日夕方のローカルワイドニュース番組（『NNNニュースプラス1』の長野県ローカルパート扱い）。

## 概要
テレビ信州（以下、TSBと表記）は、開局以来NNN・ANNのクロスネット局であった。そのため、夕方のニュースについてはANNの分を放送していた。しかし、1991年にANN系列の長野朝日放送が開局するのに伴い、TSBはNNNのフルネット局となり、全国ニュースのネット受けもANNの『600ステーション』からNNNの『NNNニュースプラス1』に変更することになった。
番組前半では日本テレビ発の全国ニュースとスポーツを放送し、後半ではTSBから長野県内のニュースを伝えていた。週末には『TSBニュースプラス1』というタイトルで放送していた（土曜版は1991年4月6日放送開始、日曜版は1996年4月7日放送開始）。
2001年4月には『ゆうがたGet!』と本番組が統合し、『情報ワイド ゆうがたGet!プラス1』にタイトルを変更。その後、2006年3月いっぱいで『ゆうがたGet!』からニュースが再び単独番組化し、同時に『TSB Newsリアルタイム』（後の『TSB NEWS 報道ゲンバ → 報道ゲンバ Face』 → 『テレビ信州news every.』）が新タイトルに採用されたことから、番組は15年間の放送に終止符を打った。

## 歴代ニュースキャスター
- 新見宏司
- 茶木環
- 中沢有美子
- 浅葉彩

ほか

## 放送時間
- 月曜日 - 金曜日 18:00 - 18:55（1991年4月1日 - 不明）
- 月曜日 - 金曜日 17:50 - 19:00（不明 - 2006年3月31日）